# Snyder (Nebraska)
Snyder é uma vila localizada no estado americano de Nebraska, no Condado de Dodge.

## Demografia
Segundo o censo americano de 2000, a sua população era de 318 habitantes.
Em 2006, foi estimada uma população de 303, um decréscimo de 15 (-4.7%).

## Geografia
De acordo com o United States Census Bureau, a localidade tem uma área de 1,3 km², sem área coberta por água. Snyder localiza-se a aproximadamente 409 m acima do nível do mar.

## Localidades na vizinhança
O diagrama seguinte representa as localidades num raio de 24 km ao redor de Snyder.